# Banderilla (tauromaquia)

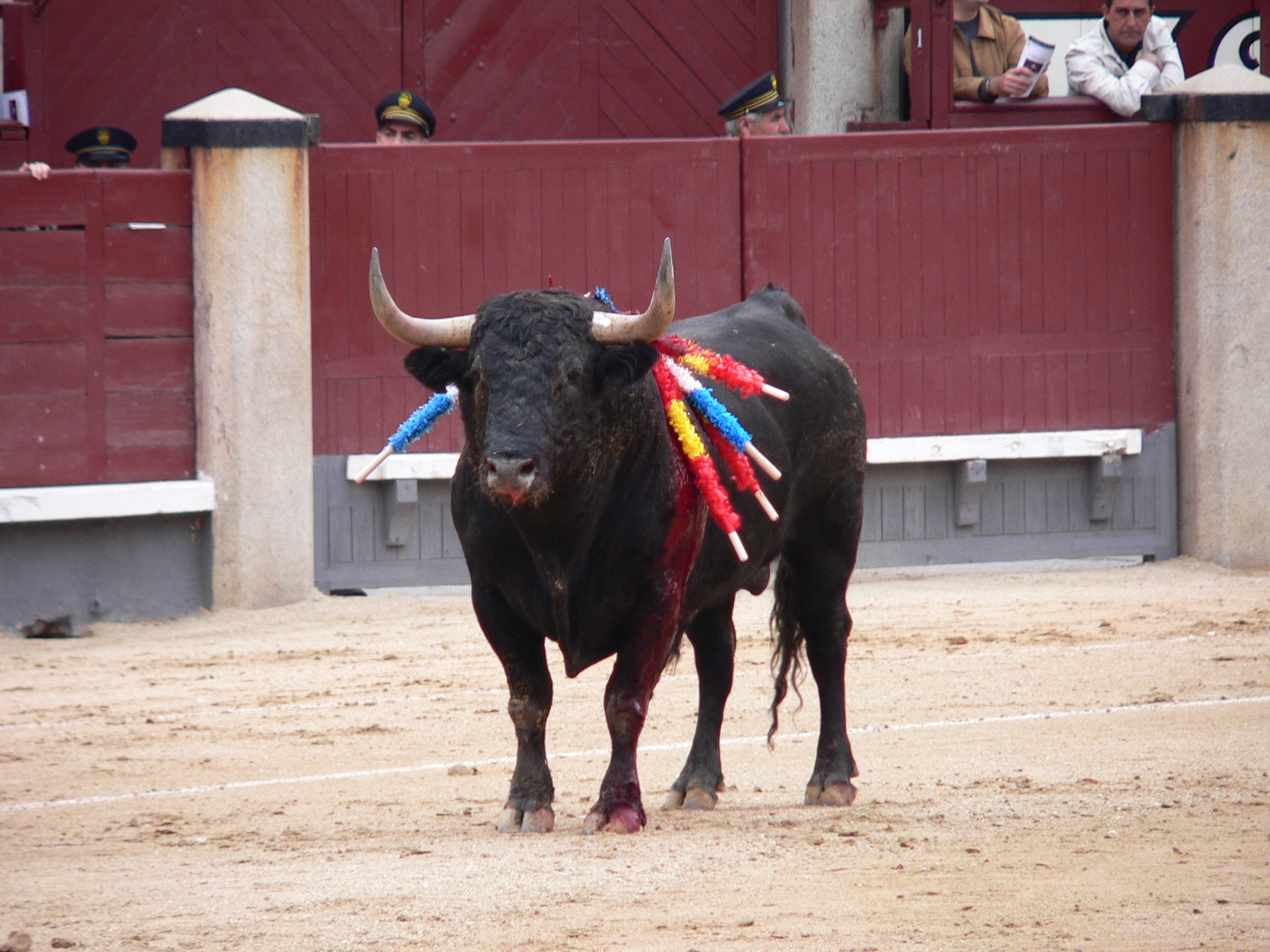
Toro con banderillas clavadas.

En la tauromaquia, la banderilla (también llamada rehilete, garapullo o avivador) es un palo delgado, de unos 70 a 78 centímetros de largo, recubierto y adornado con papel picado y arpón, empleado en la lidia para avivar al toro.
Las banderillas reciben también el nombre coloquial de avivadores o alegradores, porque sirven para reanimar y excitar al toro sin quitarle fuerzas. Antiguamente se clavaban de una en una y no pareadas, como se hace hoy día. Pepe-Hillo ya menciona a fines de siglo XVIII que se consideraba de gran mérito clavarlas a pares, no habiendo variado apenas su técnica desde entonces.
Normalmente, son los subalternos quienes realizan este cometido, llamados por ello banderilleros, si bien excepcionalmente puede realizarlo el espada, para lucirse al son de la música o cuando es especialmente diestro en esta suerte. Los banderilleros desempeñan una función muy meritoria ya que logran,a cuerpo limpio, recortar al toro para poder poner el par de la manera más arriesgada posible.

## Aspecto
Se adornan las banderillas llamadas de lujo con cintas y flores. En las corridas reales o de beneficencia suelen llevar unos adornos en forma de faroles de papel o tela.
Las banderillas de a cuarta tienen de largo unos 25 cm y solo se usan en determinadas ocasiones por ser mucho más difícil el ponerlas, dado su corto tamaño.
Desde 1950 se incorporan también las banderillas negras o de castigo, con las que se venían a sustituir a las antiguas banderillas calientes o de fogueo.

## Historia
La suerte de banderillas se llama también parear, desde que la suerte se efectúa poniendo las banderillas a pares, a diferencia de lo acostumbrado antiguamente, cuando se clavaban de una en una, llevando el banderillero un capote en la otra mano para defenderse del derrote del toro. El innovador fue, según noticias, el licenciado Falces, a fines del siglo XVIII.
Según parece, mientras otras suertes han decaído desde los tiempos de Montes, Romero y Costillares, la de banderillas se ha perfeccionado notablemente, influyendo los adelantos introducidos por toreros como Antonio Carmona, el Gordito, Rafael Molina "Lagartijo", Fernando Gómez "El Gallo", Rafael Guerra "Guerrita", Antonio Fuentes y otros, que antes de ser espadas fueron buenos banderilleros.
Contribuyó también a sostener en su apogeo la lucida suerte la costumbre introducida hace unos años de que los matadores tomen los palos a petición del público.

## Formas de ejecución

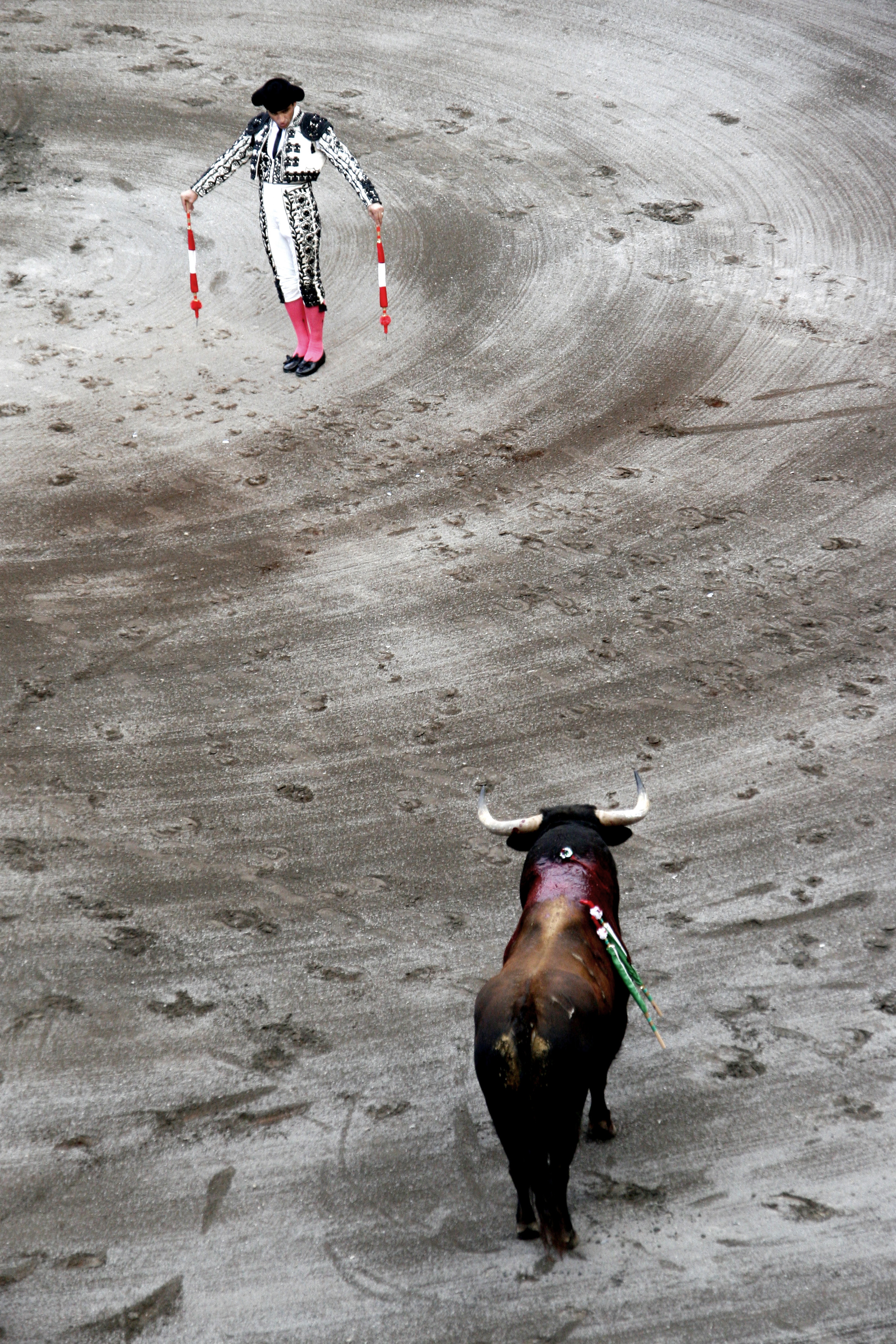
Citando al toro para la suerte de banderillas.

Los diferentes modos de ejecutar la suerte de banderillas dependen de las condiciones del toro, de sus facultades y también de las del torero. Cualquiera que sea el medio empleado, las banderillas deben quedar bien clavadas, muy cerca una de la otra o unidas las dos en lo alto del morrillo, ni cerca de la cabeza ni más atrás de la cruz.
Para conseguir esto, el banderillero debe juntar las manos y alzar los codos, pues las que se clavan alargando los brazos y formando con las banderillas línea recta, son de poco mérito, aunque se claven en lo alto.
Así describía la ejecución de la suerte el eminente crítico Gregorio Corrochano:

Es una suerte airosa, ágil, plena de gracia y destreza, como hecha a cuerpo limpio. Banderillear pronto, en todos los terrenos sin salidas en falso, es condición principal de buen banderillero. ¡Atención! En este tercio se resabian y cambian fácilmente los toros. En el quiebro el banderillero espera a pie firme la embestida recta del toro. Cuando llega, saca un pie, carga la suerte y quiebra la recta embestida, evitando el embroque. Al cuarteo es la manera más frecuente de banderillear. Se sale al toro con un ligero cuarteo, para que el toro no corte el terreno y tape la salida, con lo que se evitan las salidas en falso. Por esto conviene salir sobre corto, si es posible. Depende del toro.
Gregorio Corrochano

## Suertes

### A la media vuelta
Es la más fácil y puede hacerse de dos modos: uno, colocándose el diestro detrás y a poca distancia de la res, a la que llamará la atención, por un lado, dando una voz o haciendo chocar los palos. Al volver el toro la cabeza y antes de que acabe de volver el cuerpo, clava el banderillero los palos y sale por pies. El otro medio consiste en salir de lejos por detrás de la res, que puede estar parada o levantada, llamarla al estar cerca y, desviándose algo al lado por donde se ha de hacer la suerte, para que el toro vea el bulto, hacer de modo que al volverse por completo se encuentre ya con los rehiletes clavados. En los dos sistemas hay que procurar que el toro no se vuelva por el lado opuesto, que supondría una cogida segura.

### Al cuarteo
Es la más frecuente y se ejecuta saliendo en busca del toro desde una distancia proporcionada que se debe calcular según los píes del toro. Cuando este se fija y sale en busca del bulto que hacia él se dirige, el torero sigue avanzando en línea curva hasta hallarse en el centro de la suerte; entonces el toro humilla, el diestro se cuadra, mete los brazos y sale libre por su terreno al dar el toro el derrote. 
También se clavan los palos antes de cuadrar, embrocándose el torero y cuadrando a su lado natural cuando el toro va a derrotar. Este medio es difícil y de mérito, siendo por tanto el menos empleado.

### Al quiebro
El Gordito fue el perfeccionador y, tal vez, el inventor de esta suerte, que tiene la variante del quiebro en silla o banderillas en silla. la suerte consiste en ponerse frente al toro, a pie firme y con los talones unidos, citándole y esperando su acometida. El diestro, sin mover los pies, tuerce el cuerpo y brazos a un lado, al llegar el toro, marcándole el sitio del bulto y al humillar aquel recobre su posición normal y le clava los rehiletes libre del hachazo o derrote. En este suerte se distinguieron además Carancha, Lagartijo, Guerrita y Fuentes, que las ejecutaban en ocasiones con los pies sobre un pañuelo, dentro de un sombrero, de un aro, etc. la variante de esta suerte consiste en citar al toro sentado en una silla y marcarle la salida al llegar al terreno y echando a un lado los brazos y parte superior del cuerpo, levantándose al humillar la res y dar frente al costado ante el que cuadra y se para, clavando las banderillas libre ya del derrote. El toro embiste a la silla, que suele llevarse en las astas.

### Al recorte
En esta suerte el torero sale a encontrarse con el toro como para hacerle un recorte; recorta al humillar el animal en el centro de la suerte, haciendo el preciso quiebro con el cuerpo y retrasando la salida casi pegado al costado del toro y de espaldas al testuz para que al dar la fiera el derrote se clave ella misma los rehiletes. Para esto el diestro tendrá la mano del lado del toro vuelta atrás, con el codo alto y la otra pasando por delante del pecho, igualando así la punta de las banderillas, que quedarán clavadas de atrás adelante. La salida es como la del recorte. Antiguamente se consideraba esta una suerte suprema.

### Al relance
Consiste en aprovechar la salida del toro, de oro par o cuando viene empapado en un capote. Basta para esto llegar a su terreno, cuadrar y meter los brazos, saliendo sin precipitación porque el toro, ya castigado, no suele revolverse.

### Al sesgo
Se hace con reses aplomadas, en su querencia y sin pies. Serocura que el toro esté algo terciado con las tablas y frente a su cabeza se coloca el banderillero llamándole, arrancando pronto y formando poco círculo; al llegar a la cabeza le clava los palos sin cuadrar y sigue su viaje buscando el callejón, si lo cree necesario.

### Al volapié
Se cita de cerca, después de cuadrado el toro, iniciando algún cuarteo al avanzar y en el centro de la suerte se cuadra al lidiador y mete los brazos.

### Al pie firme o topa carnero
Es la más difícil de ejecutar y necesita toros nobles y boyantes o que tengan muchos pies y vayan diectos a la querencia. Se sitúa el torero a buena distancia del toro, alegrándole y esperándole a pie firme, y al humillar la fiera para dar el derrote, se sale el banderillero del embroque por medio de un quiebro de cuerpo y por medio de un paso atrás del lado que le convenga. El banderillero, moviéndose muy poco o nada, debe quedar en su puesto viendo marchar a la fiera. Esta suerte se llama también de pecho o a pie firme y es de gran lucimiento.

### A toro corrido
Semejante al relance, solo que el toro no sale de otro par, sino que va persiguiendo a un peón, empapado en el capote.

### Cambiando de terrenos
Variante del cuarteo.

### De frente
Se iguala al toro en los tercios, situándose el diestro en los medios, en línea recta y saliendo hacia el cornúpeto, cuadrando en la cabeza y alargando los brazos para igualar y consumar la suerte, saliendo de la cara con un quiebro del cuerpo.

### De poder a poder
Se dice cuando el torero ha hecho la salida y el toro arranca cortándole terreno con muchos pies. Es una suerte muy arriesgada.

### Galleando
Es suerte de adorno inventada por El Guerrita. El banderillero sale hacia delante del toro hasta conseguir que este le siga, toma carrera para consentirlo y rápidamente, cuando lo juzga oportuno, se vuelve y cuadra en la cabeza metiendo los brazos y clavando, para salir con limpeza y adornándose.

### Banderillas a caballo
Poco usado en España y más frecuente en América. Para ello es preciso ser un gran jinete. Se efectúa como la suerte de clavar farpas a la portuguesa, bridas sujetas con los tres últimos dedos de la mano izquierda. El diestro hace girar al toro alrededor del caballo y al llegar al terreno cuartea  dando media vuelta, soltando las bridas y dejando libre al caballo, que en aquel momento obedece solo al ímpeto del cuerpo y piernas del jinete. Este junta los brazos, inclina el cuerpo hacia el toro, para lo que suele desestribar un pie y clava los palos con la precisión posible, pues la absoluta no se puede exigir, porque las distancias las dan el toro y el caballo en sus respectivas carreras. Esta suerte es más difícil que la de farpear y rejonear.